# Ingemarsgatan

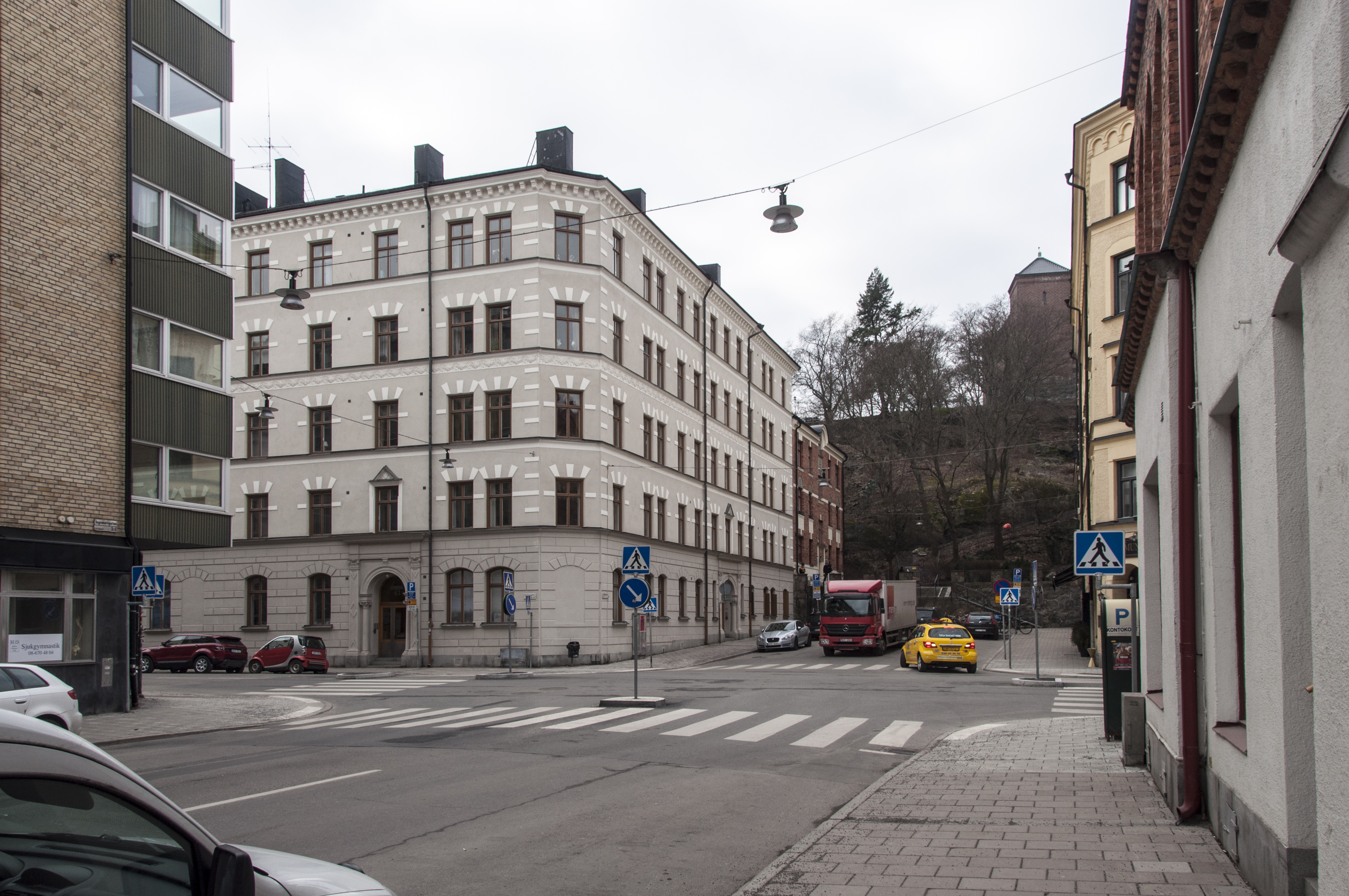
Ingemarsgatan mot Vanadislunden.

Ingemarsgatan är en gata i Vasastan (väster om Birger Jarlsgatan) och på Östermalm (öster om Birger Jarlsgatan) i Stockholms innerstad. Den går från Valhallavägen fram till Vanadislunden nedanför Vanadislundens vattenreservoar. Namnet syftar antagligen på vinskänken Ingemar Frodbom som ägde Ingemarshof som på 1700-talet låg mellan Brunnsviken och den numera igenfyllda sjön Stora Träsket. Frodbom var källarmästare på dåvarande Norrmalms stadshuskällare Kastenhof. Vid sin död testamenterade Frodbom en tomt av Ingemarshov till sin trogne förste kypare Clas Browall som 1731 öppnade värdshuset Browallshof, numera Clas på Hörnet, på denna tomt.